# Swingin' with My Eyes Closed
Swingin' with My Eyes Closed è un singolo della cantautrice canadese Shania Twain, pubblicato nel 2017 ed estratto dal suo quinto album in studio Now.

## Tracce
- Download digitale

1. Swingin' with My Eyes Closed – 3:33